# Municipio de Orton
El municipio de Orton (en inglés: Orton Township) es un municipio ubicado en el condado de Wadena en el estado estadounidense de Minnesota. En el año 2010 tenía una población de 204 habitantes y una densidad poblacional de 2,26 personas por km².

## Geografía
El municipio de Orton se encuentra ubicado en las coordenadas 46°40′53″N 94°50′25″O / 46.68139, -94.84028. Según la Oficina del Censo de los Estados Unidos, el municipio tiene una superficie total de 90.08 km², de la cual 89,38 km² corresponden a tierra firme y (0,78 %) 0,7 km² es agua.

## Demografía
Según el censo de 2010, había 204 personas residiendo en el municipio de Orton. La densidad de población era de 2,26 hab./km². De los 204 habitantes, el municipio de Orton estaba compuesto por el 98,04 % blancos, el 0,49 % eran amerindios, el 0,98 % eran de otras razas y el 0,49 % eran de una mezcla de razas. Del total de la población el 2,45 % eran hispanos o latinos de cualquier raza.